# Donald Metcalf
Donald Metcalf (26 février 1929 – 15 décembre 2014) est un chercheur médical australien qui passe la majeure partie de sa carrière au Walter and Eliza Hall Institute of Medical Research à Melbourne. En 1954, il reçoit la bourse Carden du Conseil anti-cancer de Victoria. Alors qu'il a officiellement pris sa retraite en 1996, il continue à travailler et occupe son poste jusqu'à sa mort en décembre 2014,,.

## Biographie
Metcalf étudie la médecine à l'Université de Sydney, et a sa première expérience de recherche médicale dans le laboratoire du professeur Patrick de Burgh. En 1954, Metcalf reçoit une bourse Carden du Conseil anti-cancer de Victoria au Walter and Eliza Hall Institute of Medical Research. Là, il éudie d'abord la virologie et la Leucémie, puis il passe à l'hématologie.
Les recherches pionnières de Metcalf révèlent le contrôle de la formation des cellules sanguines et le rôle des cytokines hématopoïétiques. Dans les années 1960, il développe des techniques de culture des cellules sanguines, ce qui conduit à la découverte de facteurs de stimulation des colonies (CSF), notamment le facteur de stimulation des colonies de macrophages, le facteur de stimulation des colonies de granulocytes et le facteur de stimulation des colonies de granulocytes et de macrophages. Les CSF sont des cytokines qui contrôlent la formation des globules blancs et sont responsables de la résistance aux infections. Les LCR sont maintenant largement utilisés pour stimuler le système immunitaire des patients recevant une chimiothérapie et pour mobiliser les cellules souches sanguines pour les greffes.
Lors de l'Australia Day Honors de 1976, il est nommé Officier de l'Ordre d'Australie (AO). Dans les honneurs de l'anniversaire de la reine de 1993, il est promu Compagnon de l'Ordre (AC).
Metcalf reçoit de nombreux prix internationaux, notamment le prix de bienvenue de la Royal Society 1986 (maintenant le prix GlaxoSmithKline), en 1987 le Bristol-Myers Award for Distinguished Achievement in Cancer Research (conjointement avec Leo Sachs), en 1993 le Prix Albert-Lasker pour la recherche médicale clinique et le Prix Louisa-Gross-Horwitz de l'Université Columbia, la médaille Jessie Stevenson Kovalenko de 1994 de l'Académie nationale des sciences des États-Unis, le Prix Gairdner en 1994, la Médaille royale la Royal Society de 1995 et en 1997, un Lifetime Achievement Award de l'American Association for Cancer Research.
En Australie, Metcalf reçoit la médaille James Cook en 1985, le prix Victoria en 2000, le prix du Premier ministre pour la science en 2001 et la médaille du centenaire.
Metcalf a quatre filles et six petits-enfants. Il vit à Melbourne avec sa femme, Joséphine, et est décédé le 15 décembre 2014 des suites d'un Cancer du pancréas.
Son autobiographie Summon up the Blood: In dogged pursuit of the blood cell regulators est publiée en 2000.